# Seán MacBride
Seán MacBride (París, França 1904 - Dublín, Irlanda 1988) fou un periodista, advocat i polític irlandès, cofundador d'Amnistia Internacional, guardonat el 1974, conjuntament amb el japonès Eisaku Sato, amb el Premi Nobel de la Pau i el 1975-76 amb el Premi Lenin de la Pau entre els pobles

## Joventut i pertinença a l'IRA
Nasqué a la ciutat de París el 26 de gener de 1904, fill de John MacBride i Maud Gonne, revolucionaris irlandesos. Va romandre a França fins a la mort del seu pare durant l'Aixecament de Pasqua el 1916. En aquell moment fou enviat a l'escola de St. Benet, al comtat de Wexford. Posteriorment s'allistà voluntàriament a la Guerra anglo-irlandesa i el 1921 s'oposà al Tractat anglo-irlandès.
El 1924 va treballar de periodista a París i Londres, per retornar a Dublín el 1936. Estudià Dret i va ingressar a l'Exèrcit Republicà Irlandès, convertint-se en cap de reclutament. Va dimitir de l'IRA quan la Constitució d'Irlanda fou aprobada, creant-se així l'Estat Lliure d'Irlanda, i passà a defendre els presos polítics de l'organització terrorista.

## Vida política
MacBride va fundar el 1946 el partit polític Clann na Poblachta, partit republicà i socialista. El 1947 aconseguí entrar al Dáil Éireann (Parlament irlandès). A les eleccions de l'any següent, tot i els pocs escons aconseguits al Parlament, aconseguí formar un govern de coalició i MacBride fou nomenat Ministre d'Afers Exteriors.
En el seu càrrec política participà en la redacció de la Convenció europea dels Drets Humans, promoguda pel Consell d'Europa. Gràcies al seu possicionament, Irlanda no ingressà a l'OTAN. Així mateix fou un dels artífexs principals de la Declaració de la República d'Irlanda el 1949, aconseguint el 18 d'abril del mateix any que l'Estat Lliure d'Irlanda abandonés la Commonwealth i esdevingués la República d'Irlanda. Fou reelegit membre del Parlament el 1954, però perdé el seu escó el 1957 i tampoc l'aconseguí el 1961, retirant-se així de la política activa.

## Drets Humans
A partir dels anys 60 MacBride passà a defendre la causa Irlandesa al Tribunal Europeu dels Drets Humans. El 1961 fou un dels cofundadors d'Amnistia Internacional, esdevenint un dels seus caps més visibles fins al 1974. Així mateix presidí la Comissió Internacional de Juristes entre 1963 i 1970, i entrà a formar part el 1968 de l'Oficina Internacional per la Pau, esdevenint el seu president entre 1974 i 1985.
El 1973 fou nomenat per l'Assemblea General de l'ONU Comissionat per Namíbia amb el càrrec d'Assistent al Secretari General de les Nacions Unides.
El 1974 fou recompensat, al costat del japonès Eisaku Sato, amb el Premi Nobel de la Pau per la mobilització de la consciència del món en la lluita contra la injustícia.
Va proposar un pla per eliminar la discriminació contra els catòlics pels patrons d'Irlanda del Nord, per la qual cosa rebé el suport dels Estats Units i del Sinn Féin. Els principis de MacBride van ser criticats pels governs d'Irlanda i del Regne Unit com a irrealitzable i ineficaç.
Seán MacBride va morir el 15 de gener de 1988 a Dublín.